# Дзирайя, ниндзя
«Дзирайя, ниндзя» (яп. 豪傑児雷也, гокэцу дзирайя; англ. Jiraiya the Hero) — чёрно-белый немой фильм режиссёра Сёдзо Макино, вышедший на экраны Японии 1 февраля 1921 года. Экранизация одного из серии рассказов «Сказание о храбром Дзирайе» («Jiraiya Goketsu Monogatari») Канватэя Онитакэ, опубликованных в 1839 году, впоследствии поставленных в японском кукольном театре дзёрури. Из восьмидесяти минут снятых изначально до наших дней сохранилась лишь двадцать одна минута.

## Сюжет
Огата Сюма Хироюки (яп. 尾形 周馬 弘行), или Дзирайя, потомок могущественного клана с острова Кюсю, становится благородным разбойником-ниндзя, который может превращаться в жабу или растворяться в воздухе. В фильме также показан его противник - мастер змей Оротимару и принцесса Цунадэ, владеющая магией улиток, на которой Дзирайя собирается жениться.

## В ролях
- Мацуносукэ Оноэ — Дзирайя
- Суминодзё Итикава — Оротимару
- Тёсэй Катаока — Цунадэ
- Кидзяку Отани — Цукикагэгунрё Миюкиносукэ
- Сёэн Катаока — Такасаго Юминосукэ